# Trichostigmus whiteheadi
Trichostigmus whiteheadi là một loài bọ cánh cứng trong họ Passalidae. Loài này được Boucher miêu tả khoa học năm 1992.